# 457. п. н. е.

## Догађаји
- Битка код Енофите - део Првог пелопонеског рата